# Соєва пульпа

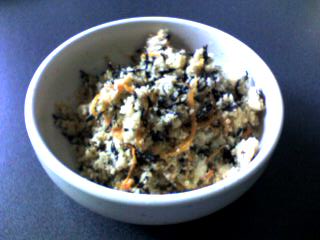
Унохана, традиційна японська страва з окари

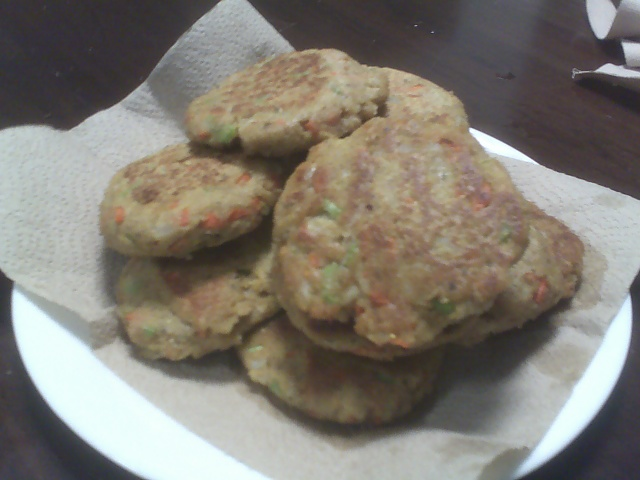
Веганські бургери з окари

Окара — соєва пульпа, продукт, одержуваний при виробництві соєвого молока. Також є цінним харчовим продуктом, містить багато клітковини та білку. Використовується в японській, китайській та корейській традиційній кухні, а також у вегетаріанській кухні.

## Опис, властивості
Окара майже не містить жиру, зате містить багато клітковини (12-14,5 % в висушеної окарі), білка (24 % в висушеній окарі), кальцій, залізо, рибофлавін.
Окара, як і тофу, практично не має власного смаку, але її можна змішувати та тушкувати з соусами та іншими продуктами. Наприклад, однією з традиційних страв з окари є японська страва унохана. Вона містить окару, соєвий соус, мірін (кулінарне рисове вино), моркву, корінь лопуха та гриби шіїтаке. Іноді унохана використовується як заміна рису в суші.
Окару можна додавати в каші й тісто, використовувати в таких стравах як вегетаріанські пельмені та бургери. Також можна ферментувати окару за допомогою культури Rhizopus oligosporus, щоб отримати темпе з окари.
Окара входить до складу корму для свиней, корів та іншої худоби. Також окара є сировиною для виробництва пряжі з сої.